# Georg Balthasar von Samitz
Baron Georg Balthasar von Samitz (* 1686 in Jormannsdorf bei Ödenburg; † 11. März 1732 in Skanderborg) war ein dänischer Generalmajor.

## Leben

### Herkunft
Samitz stammte aus einem Freiherrlichen Adelsgeschlecht, das zu Steinegk und Michelsdorf begütert war. Seine Eltern waren Freiherr Christoph Hermann von Samitz und Freiin von Leisserin aus vornehmem österreichischem Geschlecht.

### Laufbahn
Samitz trat in dänische Militärdienste und avancierte am 29. November 1717 zum Leutnant sowie am 13. November 1919 zum Oberst. Er war Generaladjutant bei der Leibgarde. Er übernahm am 9. Oktober 1722 als Chef das Kavallerie-Regiment Baudissin.

### Familie
Er vermählte sich am 11. Mai 1728 in Møllerup Gods mit Ingeborg Reedtz (1700–1775), Tochter des dänischen Generalmajors Valdemar Reedtz. Kinder sind nicht bekannt. Die Eheleute liegen in der Kirche zu Barrit begraben. Der Sarkophag von Samitz ist gut erhalten.